# Holopleurus succineus
Holopleurus succineus is een keversoort uit de familie kniptorren (Elateridae). De wetenschappelijke naam van de soort is voor het eerst geldig gepubliceerd in 1961 door Iablokov-Khnzorian.